# Resolutie 1284 Veiligheidsraad Verenigde Naties
Resolutie 1284 van de Veiligheidsraad van de Verenigde Naties werd op 17 december 1999 aangenomen door de VN-Veiligheidsraad. Veertien leden van de Raad stemden voor de resolutie. Vier onthielden zich: China, Frankrijk, Maleisië en Rusland. Resolutie 1284 was de laatste resolutie van 1999 en tevens van de jaren 1990. Met de resolutie werd de UNMOVIC-missie opgericht om wapeninspecties uit te voeren in Irak, en werden de beperkingen op Iraakse olie-uitvoer opgeheven.

## Achtergrond
Op 2 augustus 1990 viel Irak zijn zuiderbuur Koeweit binnen en bezette dat land. De Veiligheidsraad veroordeelde de inval onmiddellijk en later kregen de lidstaten carte blanche om Koeweit te bevrijden. Eind februari 1991 was die strijd beslecht en legde Irak zich neer bij alle aangenomen VN-resoluties. In 1995 werd met resolutie 986 het
olie-voor-voedselprogramma in het leven geroepen om met olie-inkomsten humanitaire hulp aan de Iraakse bevolking te betalen.

## Inhoud

### Waarnemingen

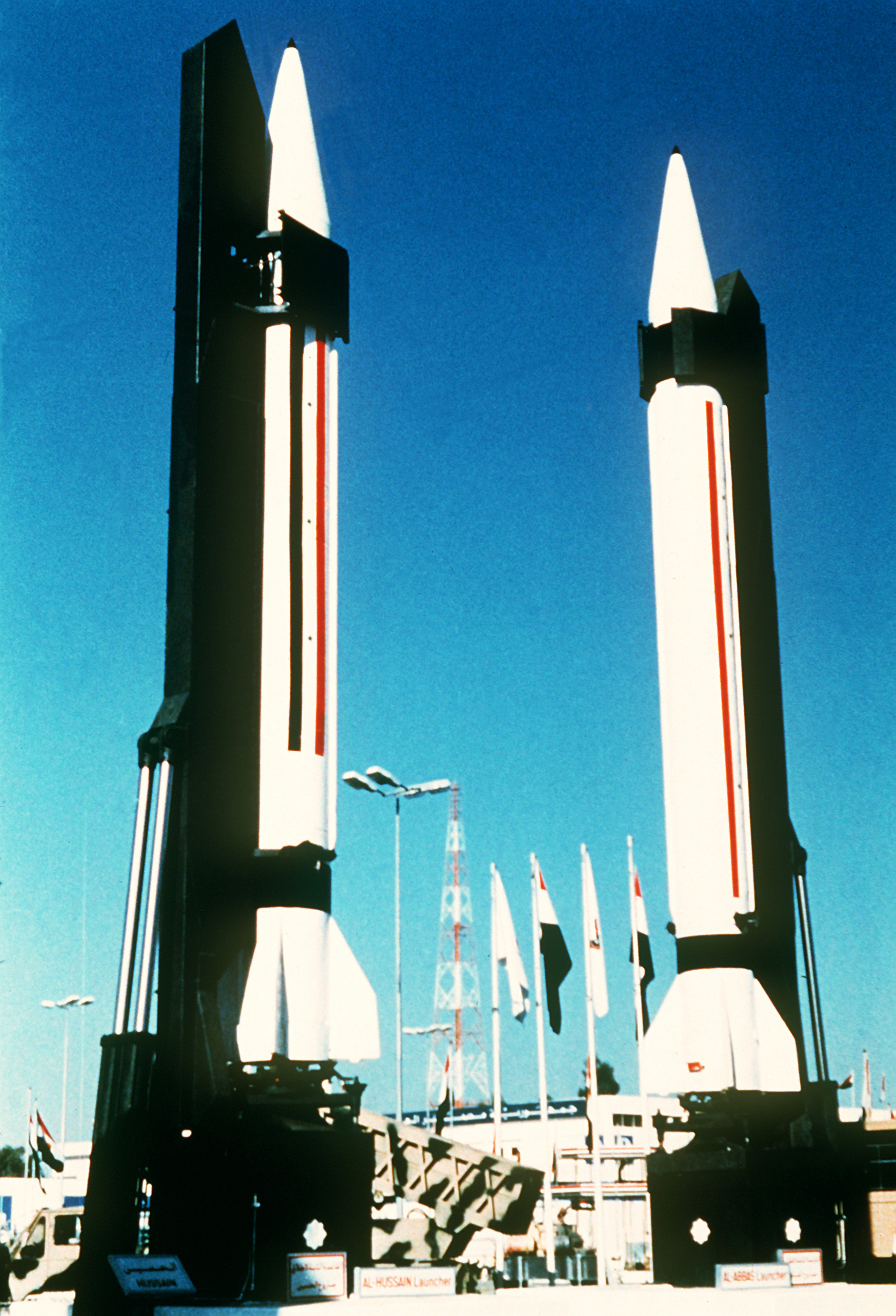
Iraakse Scud-raketten anno 1989.

Met resolutie 715 had de Veiligheidsraad in 1991 plannen van de secretaris-generaal en de directeur-generaal van het Internationaal Atoomenergie Agentschap (IAEA) voor wapeninspecties in Irak goedgekeurd. Het was de bedoeling om het Midden-Oosten vrij te maken van massavernietigingswapens en draagraketten ervoor, en tot een globale ban van chemische wapens te komen.
Verder was men bezorgd om de humanitaire situatie in Irak, alsook over het feit dat nog steeds niet alle vluchtelingen uit Koeweit waren teruggekeerd. In de resoluties 686 en 687 was geëist dat Irak alle aangeslagen Koeweitse eigendommen zo snel mogelijk moest teruggeven, wat nog steeds niet gebeurd was.
Irak voldeed dus niet volledig aan de VN-resoluties. Derhalve konden de verboden die waren opgelegd met resolutie 687 (wapenembargo) ook niet opgeheven worden.

### Handelingen

#### A

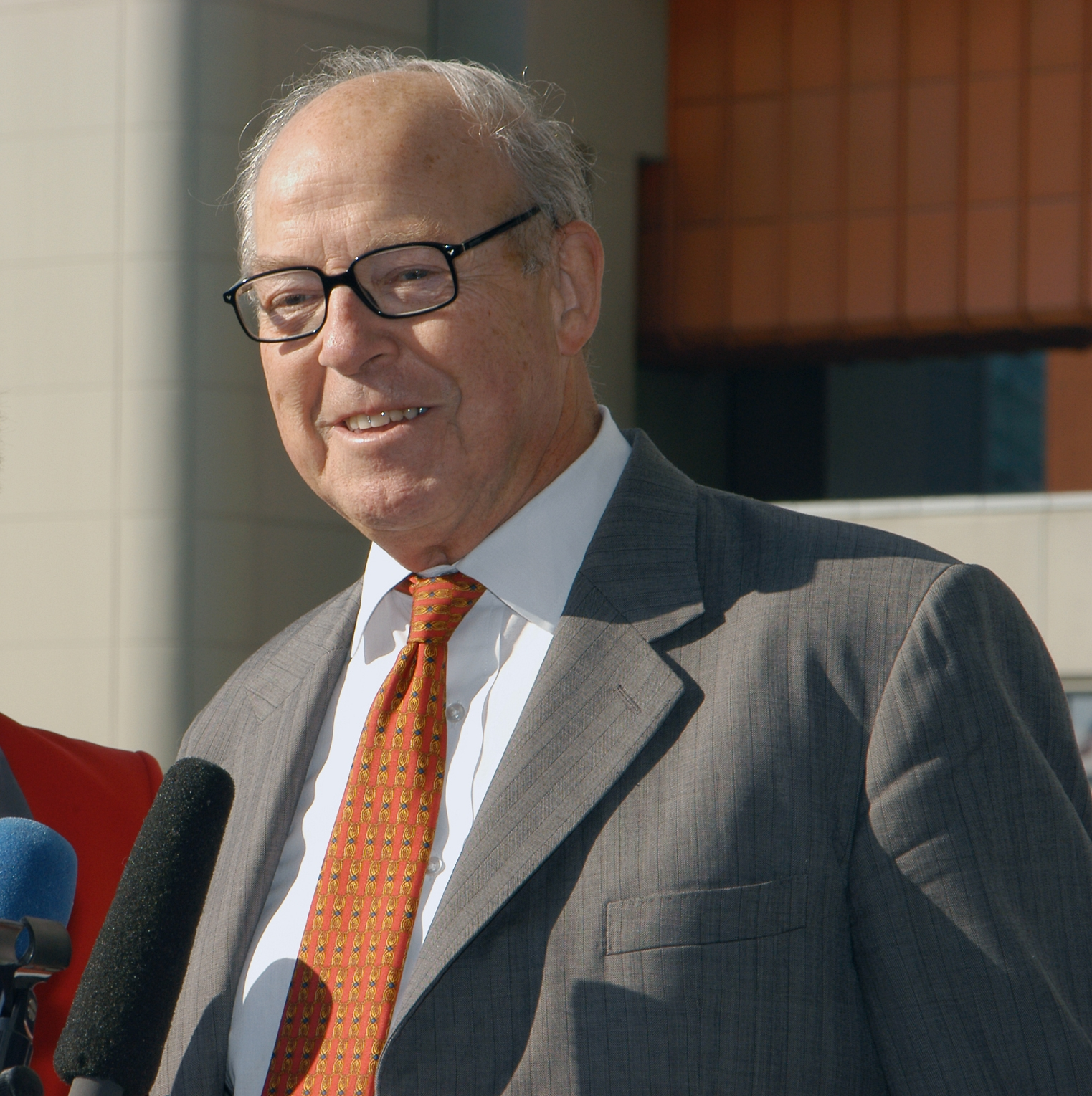
Hans Blix, de eerste voorzitter van de UNMOVIC.

De Veiligheidsraad besloot als onderafdeling van de Veiligheidsraad de VN-Waarnemings-, Verificatie- en Inspectiecommissie of "UNMOVIC" op te richten, ter vervanging van de Speciale Commissie uit resolutie 687. Die moest de wapeninspectietaken in Irak van de Speciale Commissie overnemen. Van Irak werd geëist dat het UNMOVIC onmiddellijk, onvoorwaardelijk en ongehinderd toegang verschafte tot eender welk gebied en eender welke installatie, uitrusting, documenten of persoon.
Secretaris-generaal Kofi Annan werd gevraagd om binnen 30 dagen een voorzitter aan te stellen. De UNMOVIC werd gevraagd om binnen 45 dagen een plan over haar eigen organisatie voor te leggen. UNMOVIC en het IAEA moesten dan binnen 60 dagen na aanvang van hun werk in Irak elk een werkprogramma opstellen. Irak moest instaan voor alle kosten van beide.

#### B
Irak werd herinnerd aan zijn verplichting om alle Koeweiti's te repatriëren en mee te werken met het Rode Kruis. De secretaris-generaal werd gevraagd hierover elke vier maanden te rapporteren, en om de zes maanden over de teruggave van Koeweitse eigendommen.

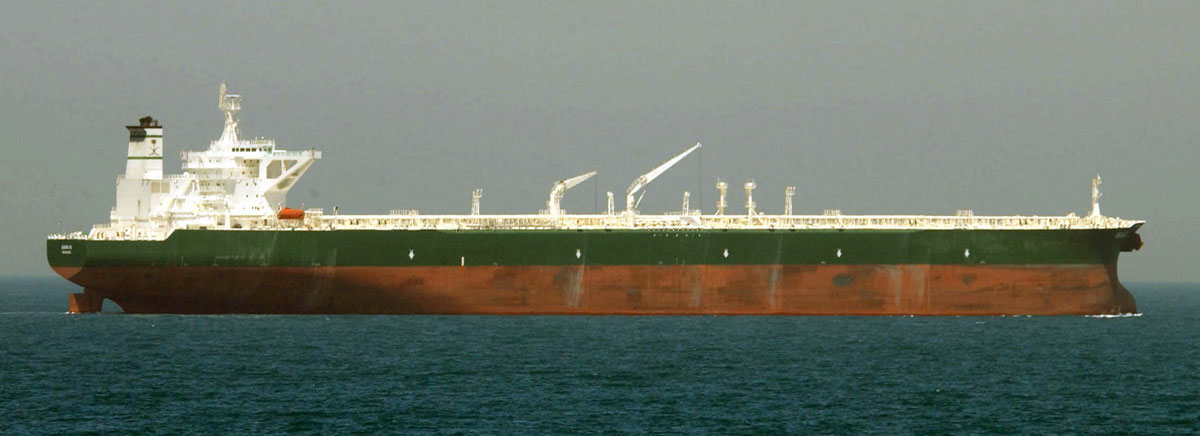
Een olietanker komt olie laden aan een Iraakse offshore-terminal.

#### C
De landen mochten vanaf nu onbeperkt olie en olieproducten invoeren uit Irak (eerder gold een maximumbedrag), onder de condities van resolutie 986. Een groep van experts moest bepalen welke onderdelen en uitrusting Irak nodig had om zijn olieproductie op te drijven. Gedurende 6 maanden werd ook paragraaf °8 (g) van die resolutie geschorst.
De secretaris-generaal werd gevraagd uit te zoeken of resolutie 986 de Iraakse bevolking effectief vooruit hielp. De Veiligheidsraad besliste verder dat pelgrimsvluchten voor de Hadj werden uitgezonderd van de provisies in de resoluties 661 en 670 (vliegverbod). Ook werd Irak opgeroepen te zorgen dat alle hulpgoederen correct verdeeld werden. Verder werd de secretaris-generaal nog gevraagd een groep van experts op te richten om uit te zoeken hoe de Iraakse olieproductie kon worden opgedreven, bijvoorbeeld door de inbreng van buitenlandse oliebedrijven.

#### D
De Veiligheidsraad was van plan om, in geval Irak aan de resoluties voldeed, het verbod op in- en uitvoer uit en naar Irak gedurende 120 dagen op te heffen. Als daarna door de uitvoerend voorzitter van UNMOVIC en de algemeen directeur van IAEA gemeld werd dat Irak niet meer meewerkte, zou dat verbod vijf werkdagen later terug ingaan.

## Verwante resoluties
- Resolutie 1280 Veiligheidsraad Verenigde Naties
- Resolutie 1281 Veiligheidsraad Verenigde Naties
- Resolutie 1293 Veiligheidsraad Verenigde Naties (2000)
- Resolutie 1302 Veiligheidsraad Verenigde Naties (2000)

Lijst ·  1220 ·  1221 ·  1222 ·  1223 ·  1224 ·  1225 ·  1226 ·  1227 ·  1228 ·  1229 ·  1230 ·  1231 ·  1232 ·  1233 ·  1234 ·  1235 ·  1236 ·  1237 ·  1238 ·  1239 ·  1240 ·  1241 ·  1242 ·  1243 ·  1244 ·  1245 ·  1246 ·  1247 ·  1248 ·  1249 ·  1250 ·  1251 ·  1252 ·  1253 ·  1254 ·  1255 ·  1256 ·  1257 ·  1258 ·  1259 ·  1260 ·  1261 ·  1262 ·  1263 ·  1264 ·  1265 ·  1266 ·  1267 ·  1268 ·  1269 ·  1270 ·  1271 ·  1272 ·  1273 ·  1274 ·  1275 ·  1276 ·  1277 ·  1278 ·  1279 ·  1280 ·  1281 ·  1282 ·  1283 ·  1284